# Giuseppe Cerami
Giuseppe Cerami (Palermo, 26 ottobre 1924 – Roma, 23 febbraio 1989) è stato un politico italiano.

## Biografia
Laureato in giurisprudenza, è avvocato cassazionista. Nel novembre del 1964 si candida nella lista DC alle elezioni comunali di Palermo (è il terzo più votato dopo Salvo Lima e Vito Ciancimino, arrivando davanti a Piersanti Mattarella), divenendo consigliere comunale nel pieno dello scandalo del Sacco di Palermo.
Nel 1968 viene eletto per la prima volta al Senato della Repubblica con la DC, confermando il proprio seggio anche alle elezioni del 1972. Dal 1974 al 1976 è sottosegretario alle Finanze nei governi Moro IV e V. Viene poi confermato senatore anche alle politiche del 1976, del 1979 e del 1983, dopo le quali diventa sottosegretario alla Marina mercantile nel Governo Craxi I, in carica fino all'agosto 1986. Conclude la propria esperienza parlamentare nel 1988.
Muore all'età di 64 anni, il 24 febbraio 1989, venendo trovato senza vita in un hotel a Roma.